# باربرا إلزه
باربرا إلزه (بالإنجليزية: Barbara Else)‏ هي كاتِبة نيوزيلندية، ولدت في 1947 في إنفركارجل في نيوزيلندا.

## وصلات خارجية
- الموقع الرسمي